# Friedrich Hasenöhrl
Friedrich (Fritz Victor Franz) Hasenöhrl (nemško: [ˈhaːzn̩øːɐ̯l]), avstrijski fizik in častnik, * 30. november 1874, Dunaj, Avstro-Ogrska (sedaj Avstrija), † 7. oktober 1915, Vielgereuth (sedaj Folgaria), Welschtirol (sedaj Trento), Avstro-Ogrska (sedaj Italija).

## Življenje
Hasenöhrl se je rodil na Dunaju  kot drugi otrok Viktorja Hasenöhrla. Njegov oče je bil svetnik in odvetnik, mati Gabriele, rojena Freiin von Pidoll zu Quintenbach, pa je bila iz ugledne plemiške družine. Obiskoval je Terezijansko akademijo in maturo opravil z odliko. Že v času šolanja je zaslovel z manjšimi publikacijami s področja matematike.
Leta 1892 je začel študirati naravoslovje in matematiko na Univerzi na Dunaju pri Jožefu Stefanu (1835–1893) in Ludwigu Edwardu Boltzmannu (1844–1906). Že v drugem letniku študija je objavil matematično delo O kvadratnem zakonu recipročnosti (Über das quadratische Reziprozitätsgesetz). Leta 1894 je prekinil študij zaradi enoletnega prostovoljnega služenja vojaškega roka, med katerim je spoznal pisatelja Huga von Hofmannsthala. Leta 1896 je doktoriral pod mentorstvom fizika Franza Serafina Exnerja z disertacijo O temperaturnem koeficientu dielektrične konstante v tekočinah in Mosotti-Clausiusovi formuli (Über den Temperaturkoeffizienten der Dielektrizitätskonstante in Flüssigkeiten und die Mosotti-Clausius'sche Formel).
Na Boltzmannovo priporočilo je delal kot asistent pri Heikeju Kamerlinghu Onnesu v Leidnu v nizkotemperaturnem laboratoriju. Tam se je spoprijateljil tudi s Hendrikom Antoonom Lorentzem. 20. marca 1899 se je poročil z Ello Brückner in istega leta prejel pro venia legendi na dunajski univerzi. Hitro si je pridobil sloves odličnih predavanj. Vključno s svojima študentoma Paulom Ehrenfestom in Erwinom Schrödingerjem.
Leta 1907 je postal Boltzmannov naslednik na dunajski univerzi kot predstojnik Oddelka za teoretično fiziko. Tam je imel številne odlične učence in je imel še posebej pomemben vpliv na Schrödingerja, ki je pozneje prejel Nobelovo nagrado za fiziko za svoje prispevke h kvantni mehaniki.
V svoji avtobiografiji je Schrödinger trdil, da: »nobeno drugo človeško bitje ni imelo večjega vpliva name kot Fritz Hasenöhrl, razen morda moj oče Rudolph«.
Ko je leta 1914 izbruhnila svetovna vojna, se je takoj javil kot prostovoljec v Avstro-ogrsko vojsko. Boril se je kot nadporočnik proti Italijanom na Tirolskem. Bil je ranjen, okreval in se vrnil na fronto. Nato ga je 7. oktobra 1915 v napadu na goro Plaut (Folgaria) v starosti 40 let ubila granata.

## Votlinsko sevanje
Od Josepha Johna Thomsona leta 1881 so mnogi fiziki, kot so Wilhelm Wien (1900), Max Abraham (1902) in Lorentz (1904), uporabljali enačbe, enake:
{\displaystyle m_{\rm {em}}={\frac {4}{3}}\ {\frac {E_{\rm {em}}}{c^{2}}}\!\,}
za »elektromagnetno maso«, ki izraža koliko elektromagnetne energije prispeva k masi teles.
Na podlagi tega razmišljanja je Hasenöhrl (1904, 1905) objavil več člankov o vztrajnosti votline, ki vsebuje sevanje. To je bila povsem klasična (nerelativistična) izpeljava in je uporabila Maxwellovo enačbo za tlak svetlobe. Hasenöhrl je »navidezno« maso prek vztrajnosti posebej povezal s konceptom energije prek enačbe:
{\displaystyle \mu ={\frac {8}{3}}{\frac {E_{0}}{{\mathfrak {B}}^{2}}}\!\,,}
kjer je {\displaystyle \mu \!\,} navidezna masa, {\displaystyle {0}\!\,} sevalna energija, {\displaystyle {\mathfrak {B}}} hitrost svetlobe. Kasneje je enačno zapisal v obliki:
{\displaystyle m={\frac {8}{3}}\ {\frac {h\,\varepsilon _{0}}{c^{2}}}\!\,,}
kjer je {\displaystyle h\varepsilon _{0}\!\,} sevalna energija. Ugotovil je tudi, da ta rezultat velja za vsa sevalna telesa, torej za vsa telesa, katerih temperatura je večja od 0 K. Za ta rezultat je Hasenöhrl leta 1905 prvi prejel Haitingerjevo nagrado Avstrijske akademije znanosti. Leta 1904 je zapisal:
»Ker je vsebnost toplote vsakega telesa delno sestavljena iz sevanja toplote, so stvari, ki smo jih pokazali pri votlini, resnične mutatis mutandis za vsako telo, katerega temperatura je drugačna od 0° A.. Vsako telo mora še posebej imeti navidezno maso, ki ga določa notranje sevanje in je torej odvisno predvsem od temperature.«
Vendar pa je Abraham pokazal, da je Hasenöhrlov izračun za navidezno maso napačen, zato je leta 1905 objavil še en članek, kjer je predstavil Abrahamovo kritiko in popravil svojo formulo na:
{\displaystyle m={\frac {4}{3}}\ {\frac {h\,\varepsilon _{0}}{c^{2}}}\!\,.}
To je bila ista zveza (kot je ugotovil sam Hasenöhrl) kot za zgoraj navedeno formulo elektromagnetne mase. Hasenöhrlove rezultate (v zvezi z navidezno maso in termodinamiko) z uporabo votlinskega sevanja je nadalje razvil in kritiziral Kurd von Mosengeil (1906/7), ki je v svoje delo vključil že posebno teorijo relativnosti Alberta Einsteina. Max Planck je leta 1907 podal širok oris relativistične termodinamike in ekvivalentnosti mase in energije z uporabo votlinskega sevanja.
V nekaterih dodatnih člankih (1907, 1908) je Hasenöhrl nadalje pojasnil svoje delo iz leta 1904 in ugotovil, da so njegovi novi rezultati zdaj v skladu s teorijama Mosengeila in Plancka. Vendar se je pritoževal nad dejstvom, da Planck (1907) ni omenil svojih prejšnjih rezultatov iz leta 1904 (kot je odvisnost navidezne mase od temperature). Leta 1908 je Planck zapisal, da so rezultati Hasenöhrlovega novega pristopa iz leta 1907 dejansko enakovredni tistim iz teorije relativnosti.
Kasneje je več avtorjev Hasenöhrlu pripisalo priznanje za njegove dosežke leta 1904 na področju votlinskega sevanja.
»Da ima sevanje črnega telesa vztrajnost, je prvi opozoril F. Hasenöhrl.«— Max Planck, 1909.
»Sevanje v gibljivi votlini. Ta primer je zgodovinskega pomena, saj ga je mogoče obravnavati samo z elektrodinamiko, tudi brez relativnostne teorije. Potem pride nujno do tega, da gibljivi sevalni energiji pripišemo gibalno količino in s tem vztrajnostno maso. Zanimivo je, da je ta rezultat našel že F. Hasenöhrl pred uvedbo relativnostne teorije. Vendar je bilo treba njegove zaključke v nekaterih točkah popraviti. Popolno rešitev tega problema je prvi podal K. v. Mosengeil.«— Wolfgang Pauli, 1921

### Pojasnila
Za ta rezultat in njegovo odstopanje od relativistične formule {\displaystyle E=mc^{2}\!\,} obstajajo različne razlage. Enrico Fermi in drugi so trdili, da je ta problem analogen tako imenovanemu problemu 4/3 elektromagnetne mase. To pomeni, če bi Hasenöhrl vključil lupino v svoje izračune na način, ki je skladen z relativnostjo, bi bil predfaktor 4/3 enak 1, kar bi dalo {\displaystyle m=E/c^{2}\!\,}. Tega ne bi mogel storiti, saj ni imel relativistične mehanike, s katero bi lahko modeliral lupino.
Po drugi strani sta Stephen P. Boughn in Tony Rothman leta 2011 (in Boughn leta 2012), ki sta podala zgodovinski prikaz različnih rešitev problema, trdila, da zgornja razlaga ni zadostna. Potem ko sta zagotovila popoln relativistični opis in rešitev problema votline (v »primeru konstantne hitrosti« in »primeru počasnega pospeška«), sta zapisala:
»... na splošno je razlog, zakaj je [Hasenöhrl] v obeh primerih dosegel nepravilen rezultat, ta, da želi strogo enačiti opravljeno delo s kinetično energijo, kot zahteva izrek o delu-energiji. Na žalost ne zna pravilno izračunati energije. Hasenöhrl še posebej ne dojame dejstva, da če sevalna telesa izgubljajo energijo, morajo izgubljati maso, kar vsebuje element ironije, saj skuša vzpostaviti ravno razmerje masa-energija. [...] 
 Naj na koncu povemo, da je Fritz Hasenöhrl poskusil z legitimnim miselnim poskusom in se ga lotil s tedaj dostopnimi orodji. Delal je v prehodnem obdobju in ni ustvaril nove teorije, ki bi mu omogočila pravilno in popolno rešitev problema. Kljub temu je njegova temeljna ugotovitev ostala veljavna in to mu velja priznati.«

## Hasenöhrl in Einstein
Enačbe za elektromagnetno maso, kot so Hasenöhrlove (na primer  Heaviside (1889), Poincaré (1900), Abraham (1902)), formalno podobne znameniti Einsteinovi (1905) enačbi za ekvivalentnost mase in energije, od katerih je poseben primer mirujočega masivnega telesa splošno znan kot {\displaystyle E=mc^{2}\!\,}, so pogosto spodbudili nepoučene dvome o prednostni nalogi Einsteinovega odkritja, ki se je začelo kmalu po njegovi objavi in traja do danes.
Max von Laue je že leta 1921 pojasnil, da medtem ko je bila vztrajnost elektromagnetne energije znana že dolgo pred Hasenöhrlom, je bil Einstein dejansko prvi, ki je ugotovil ekvivalentnost realne mase in skupne vsebnosti energije in gibalne količine ter razumel globoke posledice tega načela v relativnosti

## Družina
- poročen z Ello Brückner, imela sta vsaj enega znanega sina, Victorja Hasenohrla (?–1982), ki se je poročil z Elizabeth Sayre (?–1968)
  - Victor Hasenohrl (?–1982), poročen z Elizabeth Sayre (?–1968), imela sta tri posvojene otroke:
    - Frederick Hasenohrl [pokojni], poročen z Victorio ? (?–?), imela sta dva otroka:
      - otroka: 
        - Frederick Hasenohrl (?–)
        - Issca (?–)

    - Elizabeth Sayre Reich (1937–2015), poročena z Josephom D. Reichom (1928–2000), imela sta dva posvojena otroka:
      - otroka: 
        - Daniel Stuart Reich (1964–), živi v Luthervilleu, Maryland, ZDA.
        - Eric Kent Reich (1966–), živi v Boydsu, Maryland, ZDA.

    - Margaret Hasenohrl (1942–), se ni nikoli poročila, živi v Silver Springu, Maryland, ZDA.

## Izbrana bibliografija
Hasenöhrlovi članki o votlinskem sevanju in termodinamiki
- ——— (1904a), »Zur Theorie der Strahlung bewegter Körper« , Sitzungsberichte der mathematisch-naturwissenschaftlichen Klasse der kaiserlichen Akademie der Wissenschaften, Wien, 113 IIa (1039) 
 ⦁ angleški prevod na Wikiviru: On the Theory of Radiation of Moving Bodies .
- ——— (1904b), »Zur Theorie der Strahlung in bewegten Körpern« , Annalen der Physik, 15: 344–370 
 ⦁ angleški prevod na Wikiviru: On the Theory of Radiation in Moving Bodies .
- ——— (1905), »Zur Theorie der Strahlung in bewegten Körpern. Berichtigung« , Annalen der Physik, 16: 589–592 
 ⦁ angleški prevod na Wikiviru: On the Theory of Radiation in Moving Bodies. Correction .
- ——— (1907), »Zur Thermodynamik bewegter Systeme« , Sitzungsberichte der mathematisch-naturwissenschaftlichen Klasse der kaiserlichen Akademie der Wissenschaften, Wien, 116 IIa (9): 1391–1405 
 ⦁ angleški prevod na Wikiviru: On the Thermodynamics of Moving Systems .
- ——— (1908), »Zur Thermodynamik bewegter Systeme (Fortsetzung)« , Sitzungsberichte der mathematisch-naturwissenschaftlichen Klasse der kaiserlichen Akademie der Wissenschaften, Wien, 117 IIa (2): 207–215